# 국립수목원
국립수목원(國立樹木園)은 102ha규모로 경기도 포천시 소흘읍 직동리와 경기도 남양주시 진접읍 부평리에 위치한 유네스코 생물권보전지역이자 수목원으로서 대한민국 산림청 산하의 정부 기관이다. 조선 시대의 국왕 세조는 자신과 왕비 정희왕후 윤씨의 능을 지금의 광릉 자리로 정하면서 주변 산림도 보호하라고 엄격히 일렀다. 이후 숲이 보존되어 한국 전쟁도 견디어 내면서 현재까지 500년 넘게 생명력을 유지하고 있다.
수목원 내에는 여러 동·식물이 서식하고 있다. 한때 남한의 유일한 크낙새 번식지이기도 했으며 1993년까지 매년 1쌍이 번식해 왔다. 그러나 1993년 이후 자취를 감췄다. 이곳에 서식하는 식물의 종류는 900여 종에 달한다. 달한다. 본래 1987년 4월 광릉수목원이라는 이름으로 개원했다가 1999년 5월 24일 현재의 국립수목원으로 승격하였다.
2010년 6월 2일부터 유네스코 생물권보전지역으로 지정하여 관리하고 있다.

## 갤러리

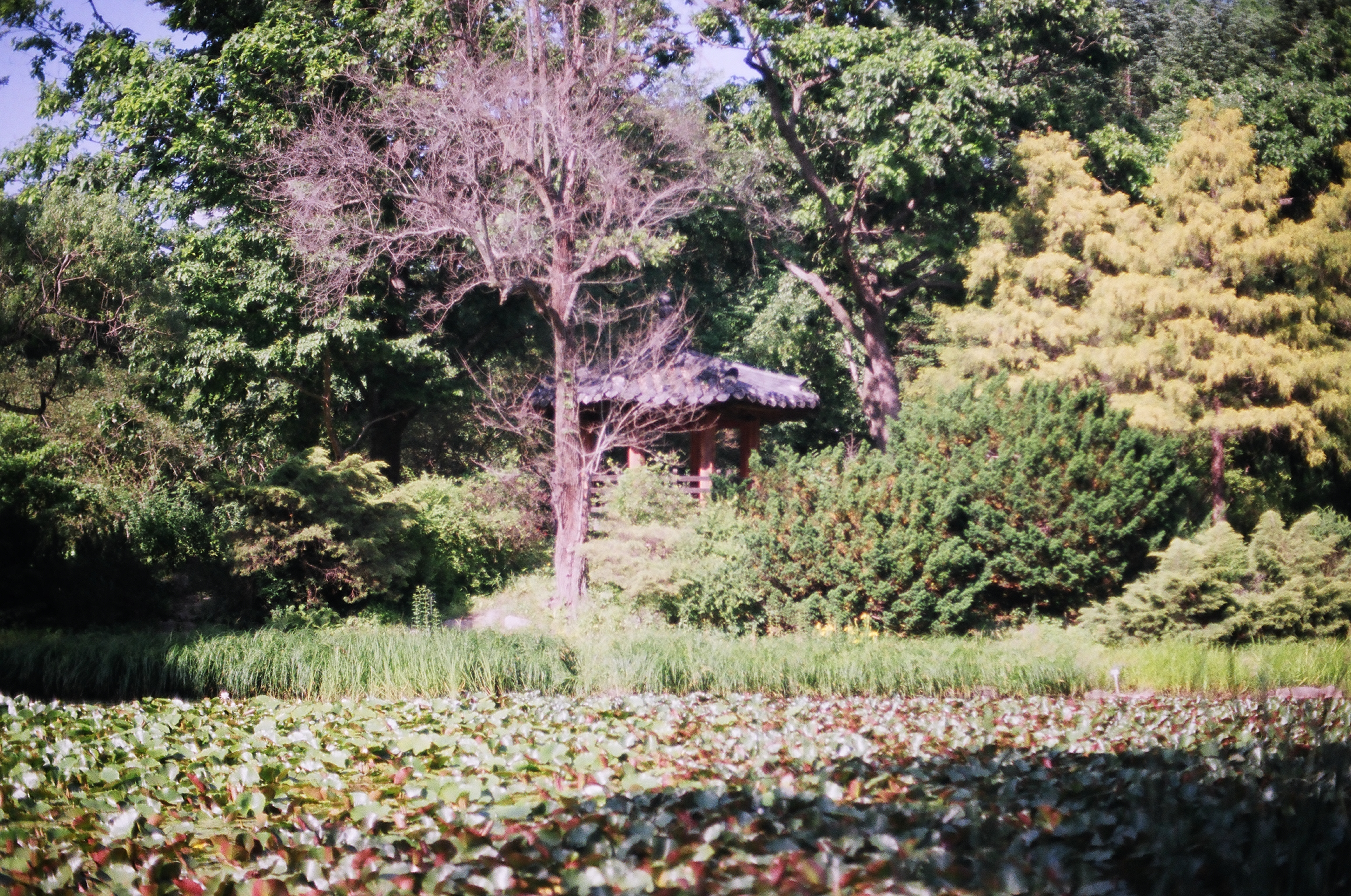
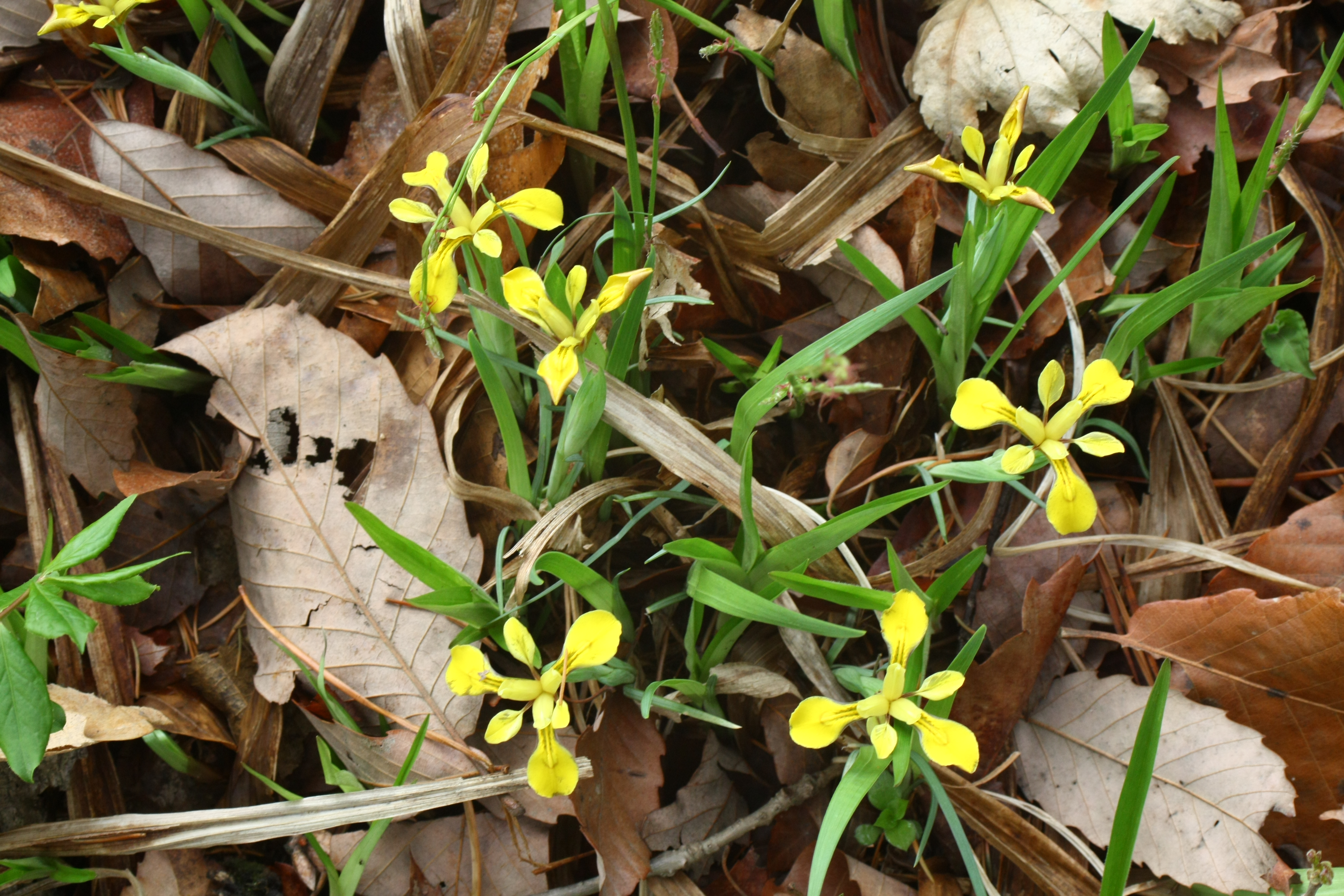
금붓꽃
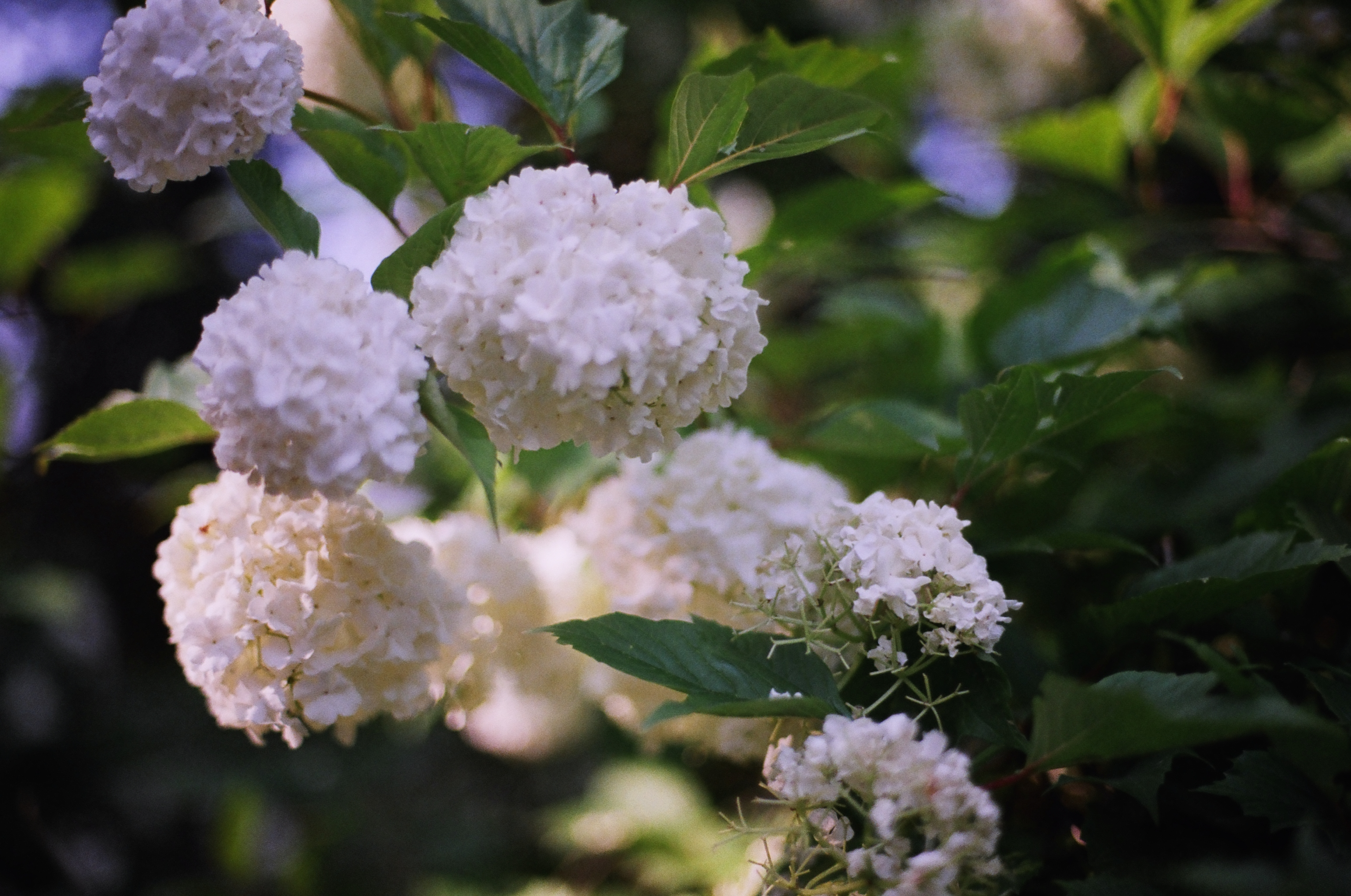
수국
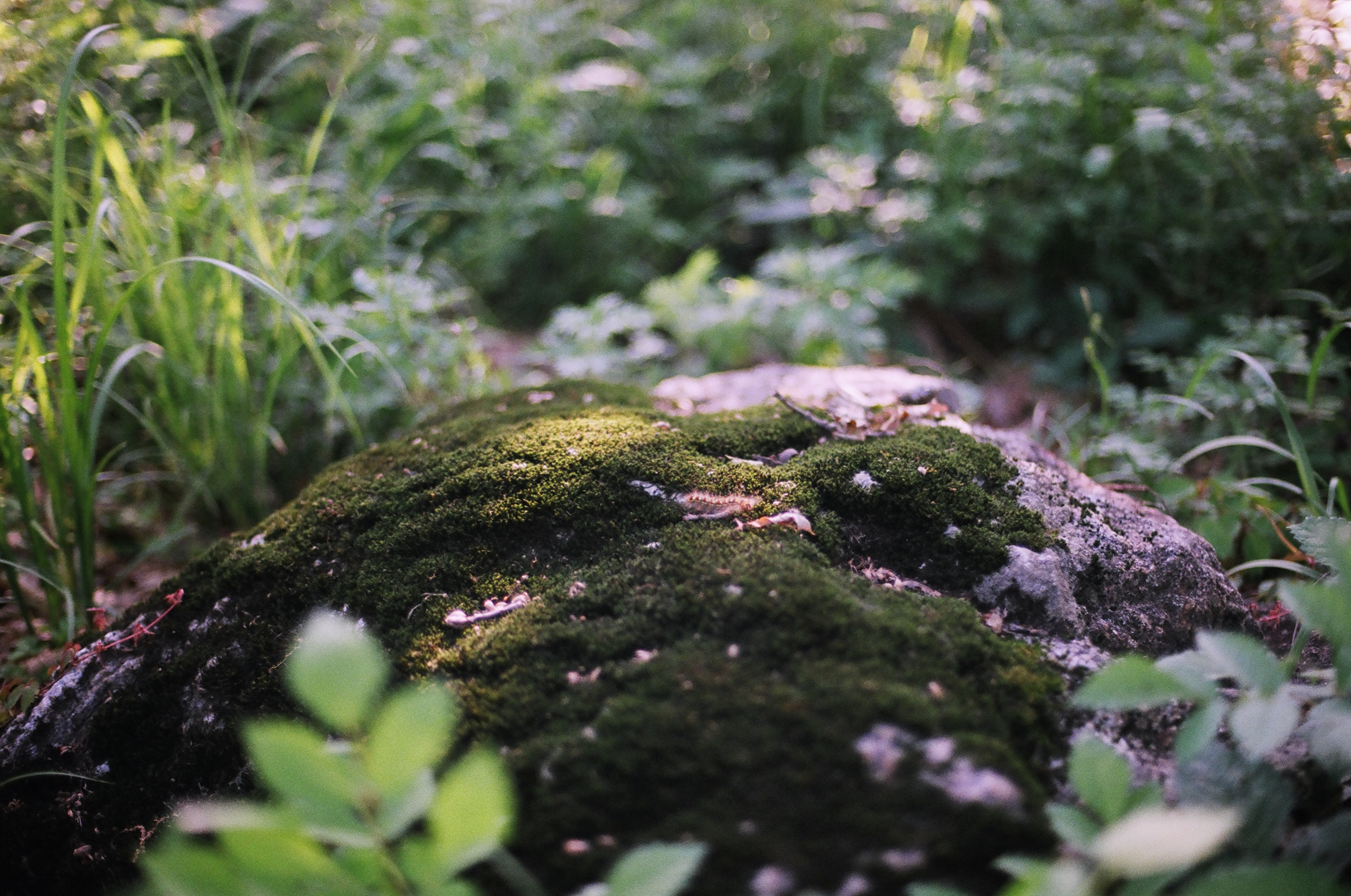
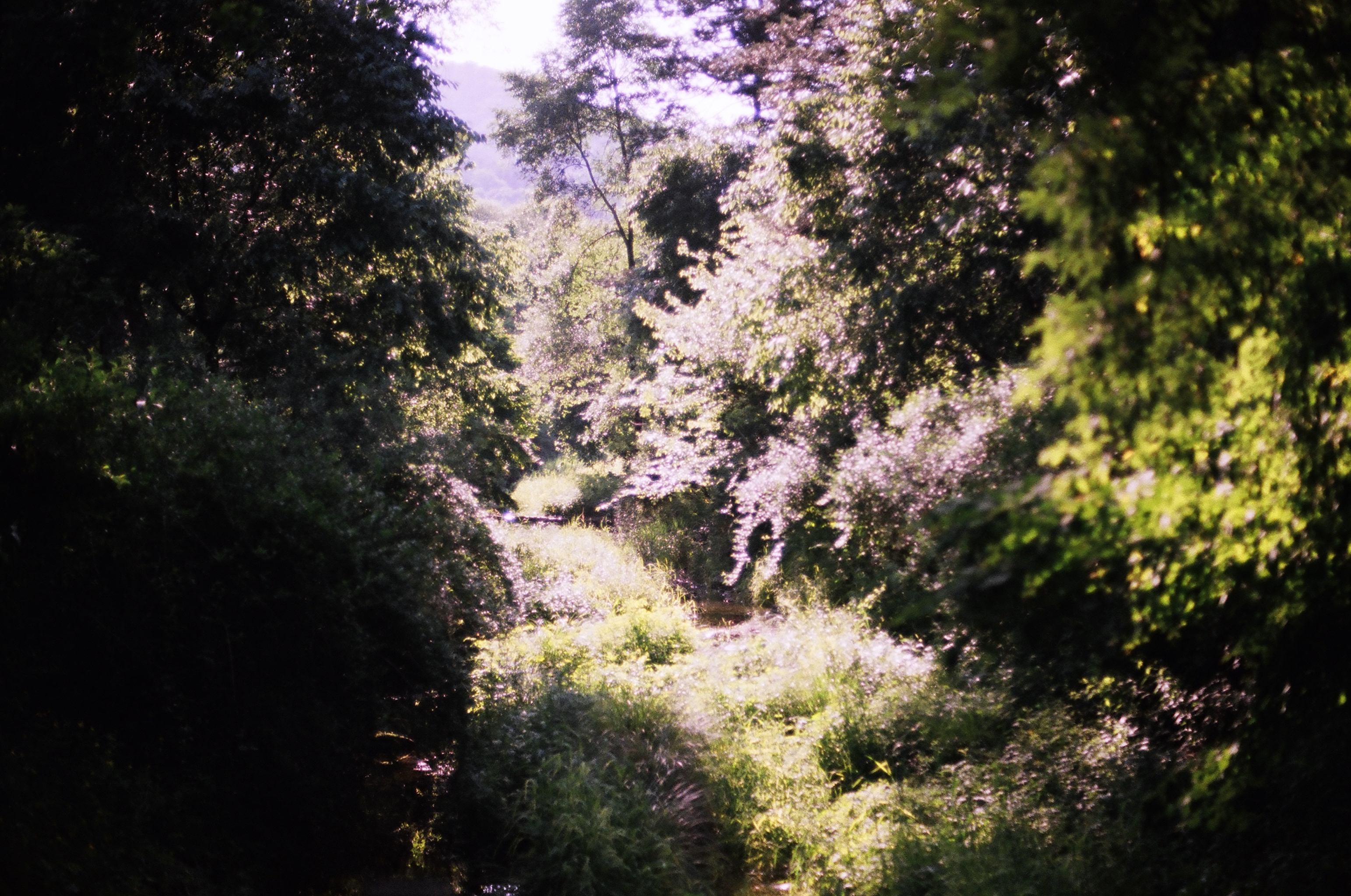
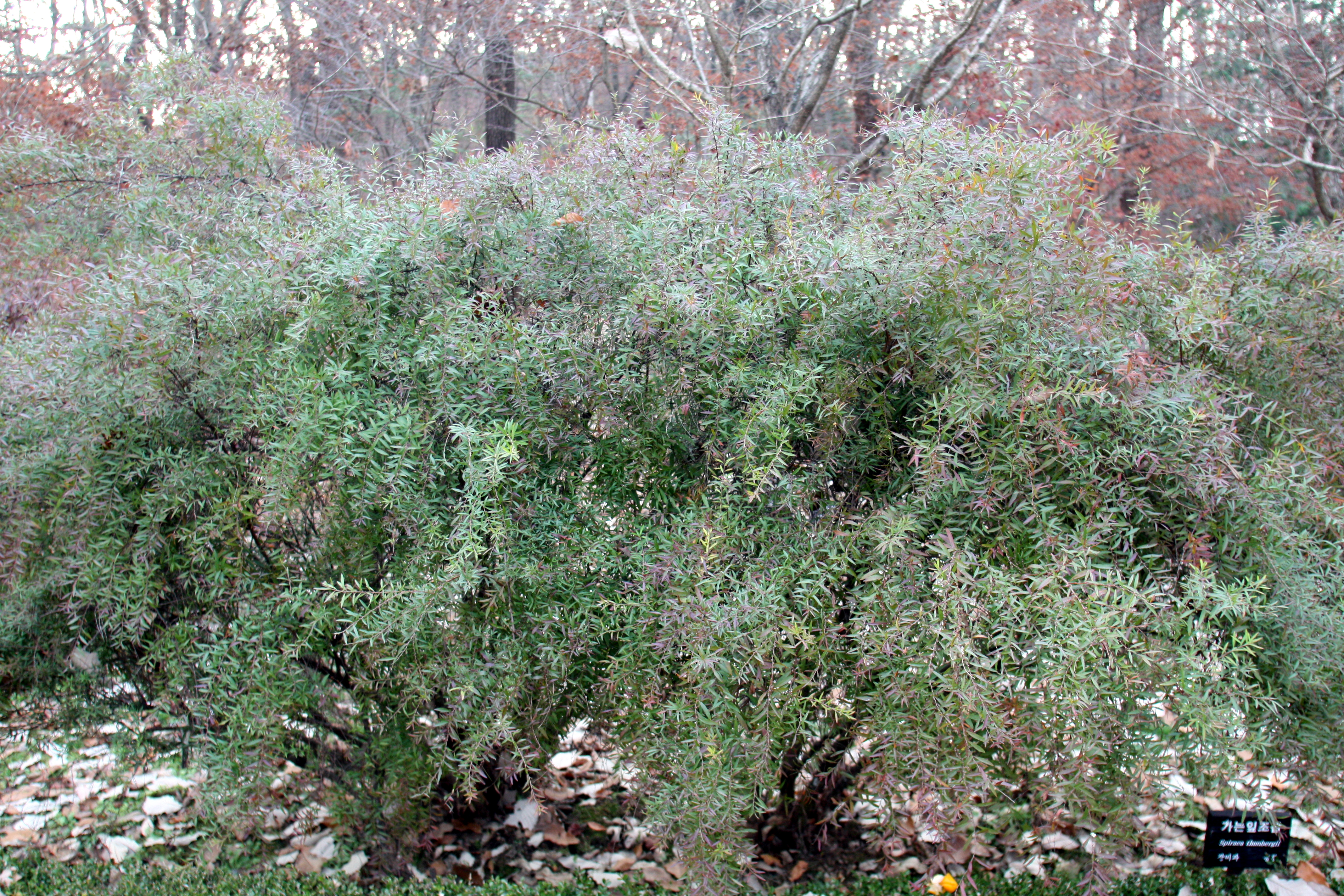
가는잎조팝나무
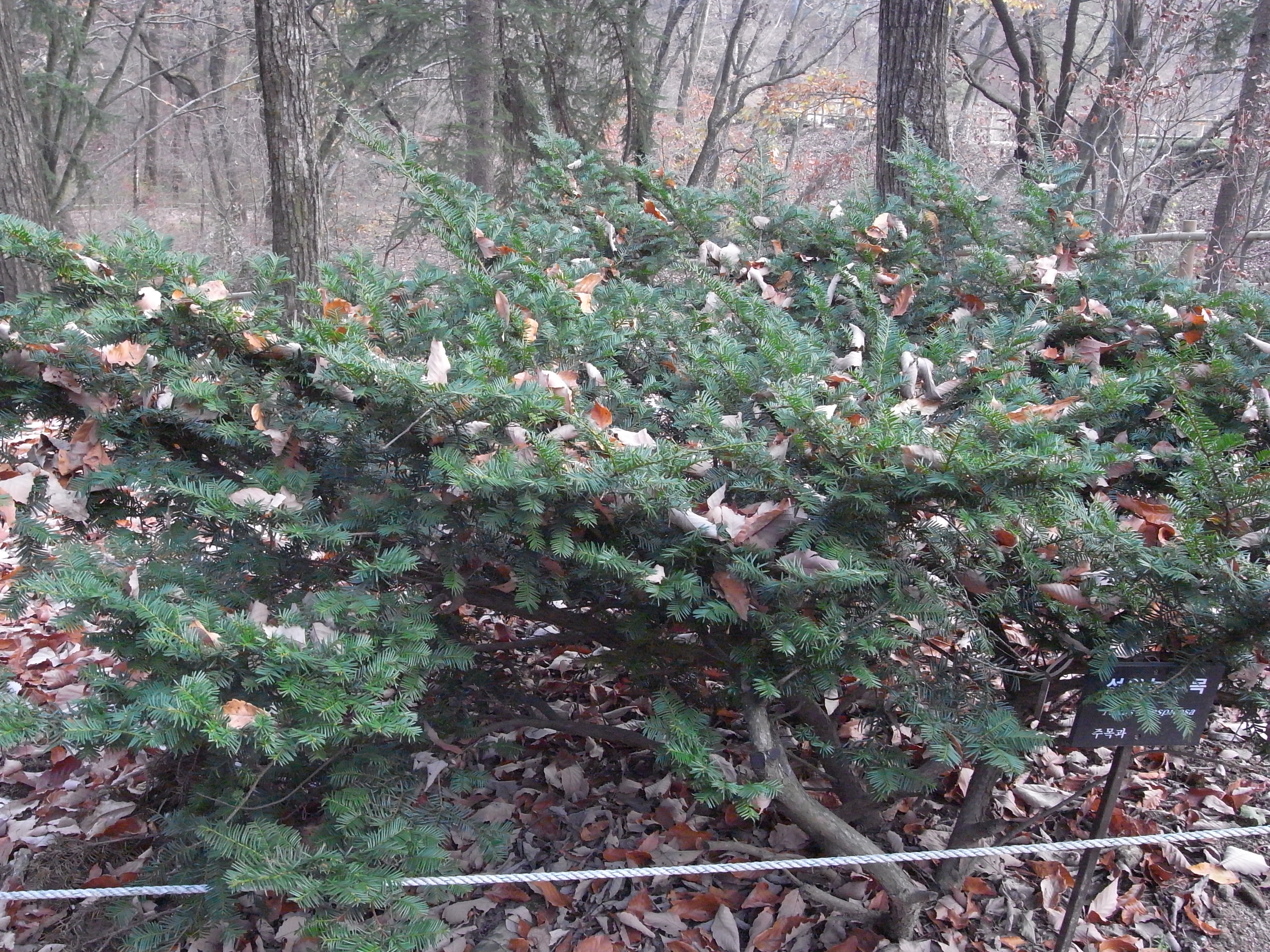
설악눈주목